# Raïs M'Bolhi
Adi Raïs Cobos Adrien M'Bolhi (Parijs, 25 april 1986) is een Algerijns-Frans voetballer die dienstdoet als doelman. In juli 2024 verliet hij Belouizdad. M'Bolhi maakte in 2010 zijn debuut in het Algerijns voetbalelftal.

## Clubcarrière
M'Bolhi speelde in de jeugd van RC Paris en Olympique Marseille. Hij speelde de eerste seizoenen van zijn carrière bij het Schotse Heart of Midlothian en de Griekse clubs Ethnikos en Panetolikos. Ryūkyū in Japan was zijn volgende stap en in 2009 kwam de doelman bij Slavia Sofia terecht. Die club verhuurde hem aan stadsrivaal CSKA Sofia, voor hij naar het Russische Krylja Sovetov Samara. CSKA Sofia huurde hem opnieuw, wat later ook het Franse Gazélec Ajaccio deed. In de zomer van 2013 verkaste M'Bolhi transfervrij naar de club die hem al tweemaal had gehuurd, CSKA Sofia. Nadat hij een goed WK had gespeeld kreeg hij een transfer naar de Amerikaanse voetbalclub Philadelphia Union. In de zomer van 2015 maakte hij de overstap naar het Turkse Antalyaspor. In januari 2017 nam Stade Rennais hem over. Bij de Franse club ondertekende M'Bolhi een verbintenis tot medio 2018. Half november 2017 verliet hij de club. In januari 2018 ging hij in Saoedi-Arabië voor Al-Ettifaq spelen. Vierenhalf jaar later verkaste hij binnen dat land naar Al-Qadisya. M'Bolhi tekende in augustus 2023 voor twee jaar bij Belouizdad, zijn eerste club in Algerije.

## Interlandcarrière
M'Bolhi, in Frankrijk geboren als zoon van een Congolese vader en Algerijnse moeder, maakte zijn debuut in het Algerijns voetbalelftal op 28 mei 2010. Op die dag werd een vriendschappelijke wedstrijd tegen Ierland met 3–0 verloren. De doelman begon op de bank en viel in de tweede helft in. Hij was tevens actief tijdens het WK 2010. Landon Donovan was de enige speler die dit toernooi tegen M'Bolhi wist te scoren, maar het was niet genoeg voor Algerije om de groepsfase te overleven. Op 2 juni werd hij opgenomen in de selectie voor het wereldkampioenschap voetbal 2014 in Brazilië door bondscoach Vahid Halilhodžić. Hij speelde alle wedstrijden van zijn land op het toernooi, waaronder de verloren achtste finale tegen Duitsland (2–1). Hij werd na afloop van dat duel, dat in de verlenging beslist werd, uitgeroepen tot man van de wedstrijd.

## Erelijst
| Afrikaans kampioenschap | 1 | 2019 |